# خیابان ولی‌عصر (تهران)
خیابان ولی عصر، بلندترین خیابانِ (درخت کاری شده) در تهران و خاورمیانه با درازای ۱۸ کیلومتر و همچنین جزو ده خیابان بلند در جهان است که از میدان راه‌آهن در میانهٔ جنوبی تهران آغاز شده و به میدان تجریش در منطقهٔ شمیران در شمال تهران می‌رسد. نام اولیهٔ آن «جادهٔ مخصوص پهلوی» بود و تا پیش از انقلاب ۱۳۵۷ نیز «خیابان پهلوی» نامیده می‌شد. پس از انقلاب ۱۳۵۷، این خیابان به «خیابان مصدق» تغییر نام یافت، اما پس از گذشت حدود دو سال و نیم، این خیابان به صورت رسمی به «خیابان ولی‌عصر» تغییر نام یافت.
در سال ۱۳۱۸، سرتاسر خیابان از دو طرف با ۱۸ هزار درخت چنار پوشیده شده‌ بود اما در سال ۱۳۹۷، پیروز حناچی، شهردار وقت تهران، چنارهای باقیمانده را ۱۵ هزار و در شهریور ماه ۱۳۹۸، زهرا صدراعظم نوری، عضو کمیسیون محیط زیست شورای اسلامی شهر تهران، این تعداد را ۸هزار چنار اعلام کردند.
بسیاری از مراکز خرید بزرگ، پارک‌های عمومی، رستوران‌ها، موزه‌ها، مراکز فرهنگی و دفاتر ملی و بین‌المللی در این خیابان قرار دارند. این خیابان همچنین از کانون‌های سنتی خرید تهران است و بوستان‌های بزرگ ملت و ساعی در کنارهٔ این خیابان جای دارند. بخش بزرگی از خط سه متروی تهران نیز از زیر خیابان ولیعصر می‌گذرد. خیابان ولیعصر در ۷ دی ۱۳۹۰، ثبت ملی شد.

## تاریخچه

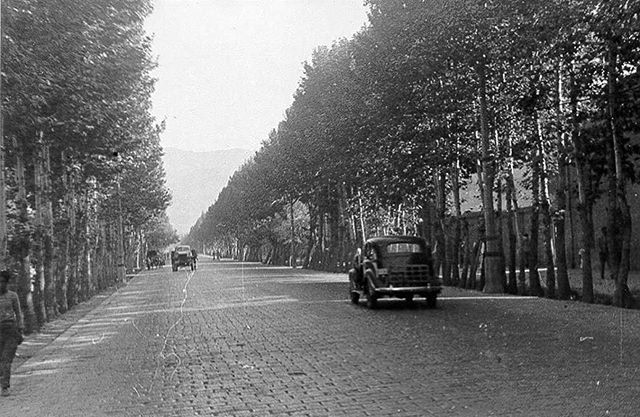
خیابان پهلوی قبل از آسفالت شدن

قدیمی‌ترین بخش این خیابان در محدودهٔ حصار ناصری قرار داشته‌است که مابین تقاطع با خیابان قزوین تا تقاطع با خیابان انقلاب کنونی می‌باشد. از تقاطع خیابان قزوین تا میدان منیریهٔ کنونی خیابان باغ جنت، از میدان منیریه تا تقاطع خیابان امام خمینی کنونی خیابان امیریه، از تقاطع خیابان امام خمینی تا تقاطع خیابان پاستور کنونی خیابان باغ انگوری و از تقاطع خیابان پاستور تا خیابان انقلاب کنونی خیابان جناب وزیر نامیده می‌شده‌است. باید توجه داشته محدودهٔ مابین خیابان قزوین و میدان راه‌آهن در دورهٔ ناصرالدین شاه خیابان نبوده‌است.
احداث جادهٔ مخصوص پهلوی یا همان خیابان پهلوی از سال ۱۳۰۰ ه‍.خ آغاز شد. در آن زمان رضاخان سردارسپه (رضا شاه بعدی) که وزیر جنگ بود تصمیم به احداث این جاده گرفت. همچنین درخت‌کاری اطراف این خیابان و کشیدن نهر برای آبیاری درختان آن نیز از سال ۱۳۰۰ آغاز شد. در سال ۱۳۰۷ خیابان پهلویِ بالا به‌دست «بلدیه تهران» سنگفرش شد و سپس با راهیابی آسفالت به پهنهٔ خیابان‌سازی شهرها، در سال ۱۳۰۹ مجلس شورای ملی قانونی برای ساخت و گسترش خیابان‌های تهران تصویب کرد و پس از آن گام‌های ساخت «جادهٔ مخصوص پهلوی» آغاز شد و برای نخستین بار این خیابان قیرریزی گردید. در سال ۱۳۱۰ خورشیدی، پیش از آمدن ملک فیصل، پادشاه عربستان به تهران، خیابان الماسیه (باب همایون) و میدان توپخانه و آغاز خیابان لاله‌زار برای نخستین بار آسفالت شد و یک سال پس از آن در سال ۱۳۱۱ خورشیدی، خیابان پهلوی نیز آسفالت شد.
از آنجایی‌که چنار با آب و هوای تهران بسیار سازگار است، در ابتدا دو طرف خیابان پهلوی را چنار کاشتند. همان زمان برای آبیاری آن‌ها در سه‌راه زعفرانیه دو حلقه چاه حفر کردند. عبدالله مستوفی انگیزهٔ ساخت این خیابان را تصمیم رضا شاه برای پیوند دادن کاخ سعدآباد به کاخ مرمر می‌داند. بر اساس کتاب «شرح زندگانی من یا تاریخ اجتماعی و اداری دورهٔ قاجاریه» نوشتهٔ عبدالله مستوفی، در زمان رضاشاه در خیابان پهلوی به فاصلهٔ هر دو متر، یک چنار و بین هر دو چنار یک بوته گل سرخ کاشتند؛ بنابراین در دو سوی مسیر ۱۸ کیلومتری خیابان مجموعاً ۱۸ هزار چنار کاشته شد. البته برخی این تعداد را تا ۲۴ هزار اصله نیز برآورد کرده‌اند. در زمستان ۱۳۱۹ برای نگهداری از درختان پای چنارها را به عمق یک متر و نیم گودبرداری کردند و به جایش کود ریختند. همچنین یک استخر بزرگ هم بین محمودیه و تجریش پی‌کنی کرده بودند که ذخیرهٔ آب برای چنارها فراهم باشد، اما قضایای شهریور ۱۳۲۰ این اقدام را ناتمام گذاشت.
همچنین مستوفی در کتاب «شرح زندگانی من یا تاریخ اجتماعی و اداری دورهٔ قاجاریه» دربارهٔ چگونگی ساخت خیابان ولی‌عصر و کاشت درختان آن چنین نوشته‌است: «دیگر از کارهای خوب شهرداریهای دورهٔ رضاشاه درختکاری خیابانها است. خیابانهای قدیم عرض و طول و پیاده و سواره‌رو نداشت که در آنها درختی کاشته شود. بر فرض اگر خیابانی مثل خیابان دروازهٔ دوشان‌تپه و امیریه نسبتاً عریض هم بود، آبی نبود که منظما به درختی بدهند. بر فرض آنکه پاره‌ای از صاحبخانه‌ها عنایتی مبذول می‌داشتند و درختی می‌کاشتند، شاگرد خرکدارها که برای راندن خرهای خود حاجت به چوبدستی داشتند یا بچه‌های ولگرد که می‌خواستند اسب چوبی سوار شوند نهالهای کاشتهٔ صاحبخانه را نمی‌گذاشتند بزرگ شود. بر فرض اینکه از صدتا صاحبخانه یکی به درختکاری در حریم خانهٔ خود اقدام می‌کرد و از صدتا درخت کاشتهٔ او یکی سایه‌افکن می‌شد، تازه گرفتار تطاول و تعدی سپورهای دورهٔ مشروطه می‌گردید که تسمه از گردهٔ آنها کشیده، درختهای سایه‌افکن را به هیزم تبدیل می‌کردند.
رضاشاه پهلوی عنایتِ خاصی به درختکاری داشت. هر سال در فصل بهار بلدیه مکلف بود آنچه از درختهای کاشتهٔ سال قبل، به واسطهٔ بی‌توجهی رفتگرها خشک شده بود، واکاوند و سالی نبود که در دو سه تا از خیابانهای عقب‌مانده، یا جدیدالاحداث، درختکاریِ اولیه صورت نگیرد. این درختکاری به خیابانهای خارج شهر هم رسید. دو خیابان از تهران به شمیران که یکی به سعدآباد و دیگری به تجریش می‌رود و در سر پل به هم می‌پیوندد در طرفینِ دو نهر، تنک‌درز درختکاری شد. مخصوصا خیابان پهلوی که به فاصلهٔ هر دو متر یک درخت چنار و به علاوه در بینِ هر دو چنار یک بوته گل سرخ هم کاشتند. مواظبت این پادشاه، در این امر به قدری بود که، در زمستان ۱۳۱۹، امر داد بلدیه پای درختهای خیابان پهلوی را از سمتِ بیرونِ نهر به عمقِ یک متر و نیم گودبرداری و با کامیون از تهران کود حمل و کنده‌ها را پر کردند»
مستوفی سپس دربارهٔ نگهداری چنارها نوشته‌است: «درختهای خیابان پهلوی و شمیران دارد خشک می‌شود. به عقیدهٔ من قسمت مهم این از عدم مواظبت شهرداری و بالاختصاص تسمه‌کشی رفتگرها از گردهٔ درختها است، و الا چنار همین که ریشه بند کرد آب زیادی نمی‌خواهد و با سالی دو سه آب که در تابستان گیرش بیاید زنده و برومند می‌ماند. رضا شاه استخر بزرگی که در اراضی بایر شرقِ خیابانِ پهلوی، بین محمودیهٔ تجریش، پی‌کنی کرد، و از ۲۰ شهریور ۱۳۲۰ کار نیمه‌تمام مانده‌است برای آبیاری همین خیابان بوده‌است. شهرداری باید آن استخر را تمام کند تا بهانهٔ رفتگرها برای هیزم کردن چنارهای این خیابان زیبا از بین برود؛ زیرا هر یک از این درختها خشک شود عمل آوردن عوض آن شاه دقیق فعالی مثل رضا شاه لازم دارد که جایش خالی است.»

خیابان پهلوی در هنگام انقلاب ۱۳۵۷. نام خیابان پس از انقلاب از پهلوی به مصدق و سپس ولی‌عصر تغییر کرد

جادهٔ مخصوص یا جادهٔ پهلوی تا سال ۱۳۲۰ اختصاصی بود و مردم از جادهٔ قدیم شمیران به تجریش می‌رفتند. خاصان، درباریان، وزیران، سفرا و نظامیان که دستور شرفیابی به آنان ابلاغ می‌شد از جادهٔ مخصوص تردد می‌کردند. پس از شهریور ۱۳۲۰، این سد شکست و این جاده عمومی شد. خودروهای متفقین و سپس مردم از این جاده عبور کردند اما سال‌ها گذشت تا جاده پهلوی به صورت خیابان پهلوی درآمد.
چون در آن دوره منطقهٔ شمیرانات بیشتر چهره‌ای ییلاقی داشت این گذرگاه نیز به گونهٔ جاده‌ای بود که از میان تپه‌ها می‌گذشت و چندان همسانی با خیابان‌هایی چون سپه (امام خمینی) و شاه‌رضا (انقلاب) که در پیرامون آن‌ها ساختمان‌های نوین ساخته شده بود، نداشت.
این جاده با ردیف‌های چنار منظم در دو سوی آن شناخته می‌شد. وجود چنارهای خیابان ولیعصر چنان زیبایی دلپذیری به این خیابان داده، که آن را جزو زیباترین خیابان‌های جهان درآورده است. پیترو دلاواله، جهانگرد ایتالیایی سدهٔ ۱۷، نوشته‌است: «اگر استانبول شهر سروهاست، تهران را باید شهر چنارها خواند.»
در سمت راست این خیابان کمی بالاتر از چهارراه انقلاب امروز، بوت کلاب یا باشگاه قایقرانی در فاصلهٔ سال‌های ۱۳۲۰ تا ۱۳۳۰ راه‌اندازی شد که تفرجگاه کودکان و مورد توجه آنان بود. در سمت چپ این خیابان جایی که امروز بلوار کشاورز قرار دارد، آب نهر کرج قرار داشت که سال‌ها دانش آموزان و دانشجویان در سایه درختان پر شاخ و برگ آن کتابهای درسی خود را برای امتحانات خردادماه مرور می‌کردند.
این خیابان در طول سال‌های ۱۳۳۲ تا ۱۳۵۵ شکل امروز را یافت و از حالت بیابانی خارج شد و به طولانی‌ترین خیابان پایتخت بدل گردید. چهارراه ونک که زمانی دزدگاه بود به صورت میدان ونک امروز درآمد. در سمت چپ خیابان، تأسیسات رادیو تلویزیون ملی ایران سر به آسمان کشید. چندین هزار فروشگاه و ده‌ها رستوران و کافه رستوران پدید آمد. مردم در کوچه‌ها و خیابان‌های اطراف برای خود ویلا و خانه ساختند. بزرگ‌ترین کافه‌های تهران که اساس فرنگی داشتند چون چاتانوگا، کازبا، ریوریسرا، باربیکیو در سمت راست خیابان تأسیس شدند. سینماهای مدرن تهران مانند امپایر و آتلانتیک و… در ضلع غربی بین میدان ولیعهد آن زمان و میدان ونک دایر شدند.
پس از انقلاب اسلامی، در آغاز، خیابان پهلوی، خیابان مصدق نامگذاری شد؛ ولی پس از وقایع خرداد ۱۳۶۰ که به حذف همه مخالفان سیاسی جمهوری اسلامی انجامید، نام آن به خیابان ولیعصر تغییر یافت.

## مشکلات فعلی

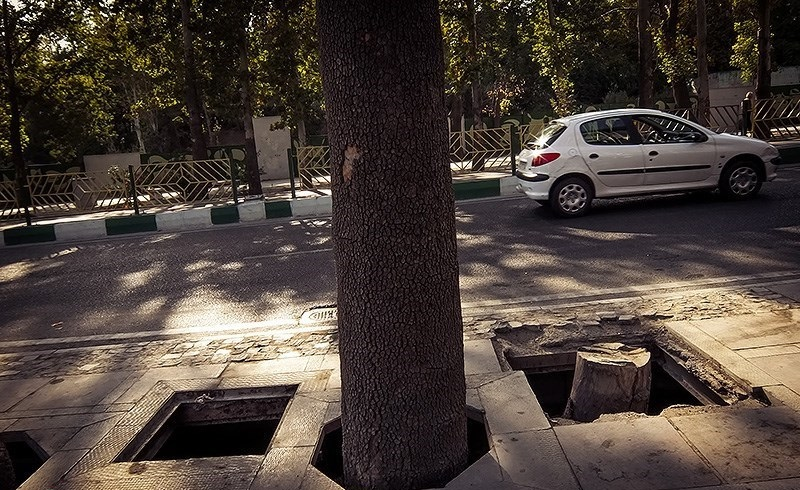
یک چنار بریده شده در نزدیکی ساختمان صدا و سیما

از بین رفتن تدریجی درختان چنار قدیمی که هویت‌بخش خیابان هستند، معماری ناهمگون در اطراف خیابان، نامتناسب بودن حرکت اتوبوس‌های تندرو با بافت تاریخی خیابان و افزایش تعداد جانوران موذی در مسیر آبراه‌های حاشیه خیابان از مشکلات فعلی این خیابان است.
از بین رفتن و قطع درختان چنار خیابان ولیعصر از مهم‌ترین خطراتی است که زیبایی و هویت این خیابان را تهدید می‌کند. بر اساس اعلام کارشناسان محیط زیست هر روز لایه‌ای از آلودگی و چرک روی برگ چنارهای این خیابان را می‌گیرد و عمر آن‌ها را به یک سوم کاهش می‌دهد. عدم نگهداری مناسب، نفوذ ناپذیر شدن کف جوی آب خیابان به علت استفاده از بتن در کف آن، نفوذ آهک و سیمان ناشی از مصالح ساختمانی و همچنین خشک کردن تعمدی درختان خیابان ولیعصر توسط برخی صاحبان مراکز بازرگانی از جمله عواملی است که سبب آسیب دیدن درختان چنار خیابان ولیعصر شده‌است. در حال حاضر از مجموع ۱۸ هزار درختی که در سال‌های گذشته در خیابان ولی‌عصر از میدان راه‌آهن تا میدان تجریش تنفس می‌کردند، تنها ۸هزار درخت باقی‌مانده‌اند و بقیه از بین رفته‌اند. نابودی درختان چنار خیابان ولیعصر در حالی است که عمر چنار در شرایط خوب حدود ۴۰۰ سال است.
در تیرماه سال ۱۳۹۲ و در پی اعتراض به قطع چند درخت چنار دیگر خیابان ولیعصر، شهرداری در اطلاعیه‌ای اعلام کرد که چنارهای قطع شده، پوسیده بودند و ممکن بود بر سر رهگذران بیفتند. از آنجایی که این خیابان با چنارهایش به ثبت ملی رسیده‌است برای قطع چنارها باید از سازمان میراث فرهنگی استعلام شود ولی مدیرکل میراث فرهنگی استان تهران با اظهار بی‌اطلاعی از قطع درختان گفت: «در جریان موضوع نیستم و برای این کار استعلامی نیز از سازمان میراث فرهنگی گرفته نشده‌است.»
در زمستان ۱۳۹۳، بخش عمده‌ای از درختان چنار باغ ۲۶۰۰ متر مربعی پسیان که در مجاورت خیابان ولیعصر واقع شده‌است علیرغم اعتراضات گسترده قطع شد و محل برای ساخت هتلی ۱۷ طبقه گودبرداری شد.

## جریمهٔ نمایندگی رنو
در سال ۱۳۹۶ شرکت نگین خودرو نمایندگی رنو در ایران، تعدادی از درختان مقابل ویترین فروشگاه خود را قطع کرد. در پی این اقدام دادستانی تهران شهردار ناحیه و معاون خدمات شهری برکنار شده ناحیه را در کنار مسئول فضای سبز منطقه یک احضار کرد. کمیسیون ماده ۷ رای بر جریمه مالک به اندازه سه برابر عوارض صادر کردند که این به معنای جریمه بالغ بر ۴ میلیاردی مالک است. همچنین، اعضا با اعمال ماده ۴ اصلاح قانون، ماده ۶۸۶ قانون مجازات اسلامی و غرس دو برابر محیط بن درختان در اطراف خیابان ولیعصر موافقت کردند.

## اماکن مهم

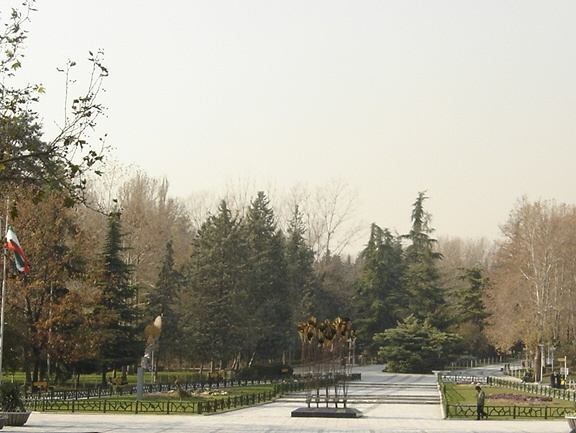
نمایی از پارک ملت

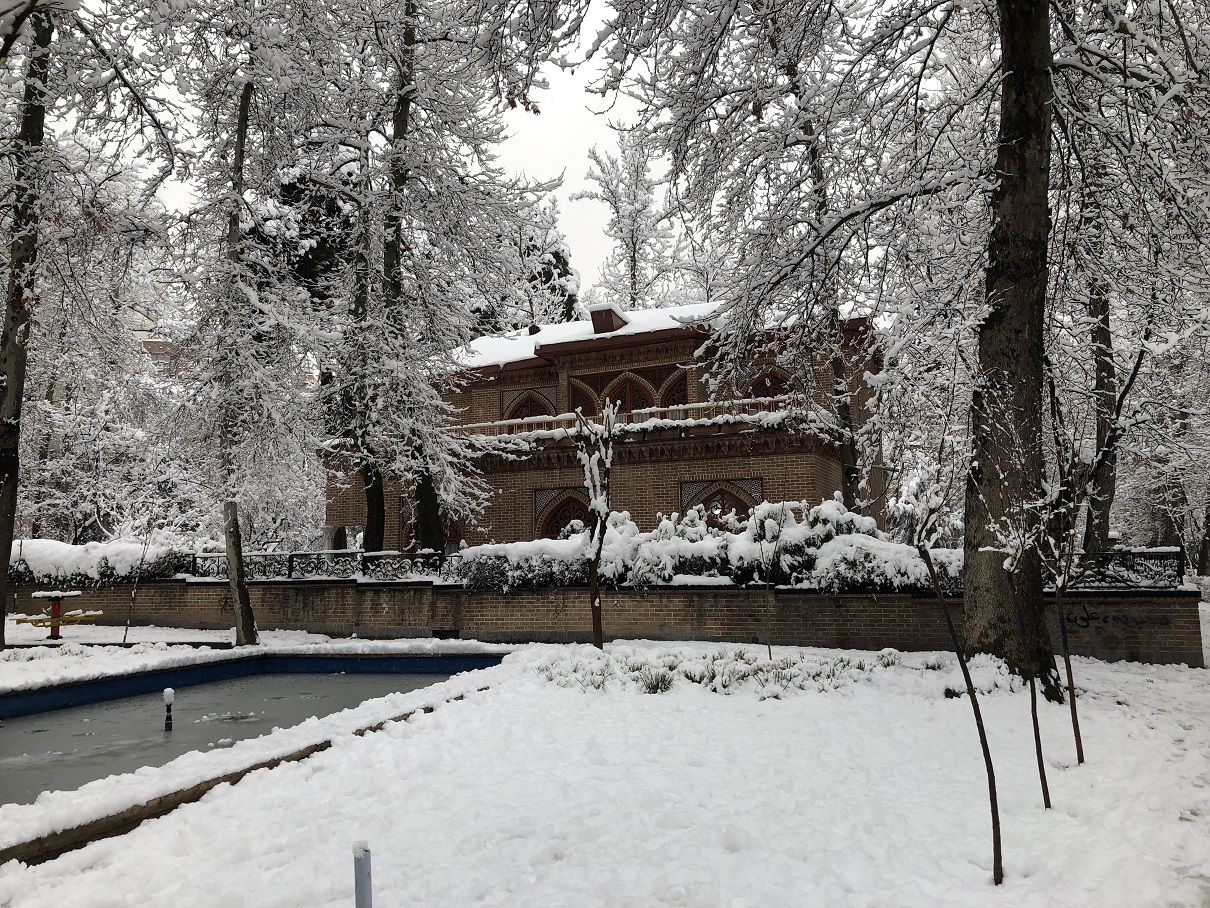
بوستان قلمستان در یک روز برفی

برخی از مکان‌های مهم در این خیابان از شمال به جنوب عبارتند از:
- صدا و سیما
- پارک ملت[۳۱]
- بازار صفویه
- بیمارستان خاتم‌الانبیا
- بیمارستان ولیعصر
- دانشگاه صنعتی خواجه نصیرالدین طوسی
- برج اسکان
- بیمارستان دی
- بیمارستان مهرگان
- پارک ساعی
- سینما آفریقا
- سینما استقلال
- سینما قدس
- دانشگاه صنعتی امیرکبیر
- دانشگاه هنر
- پارک دانشجو
- تئاتر شهر
- کاخ مرمر
- دانشکده پرستاری و مامایی شهید بهشتی تهران
- سینما رادیو سیتی (مصادره و بلاتکلیف)
- مرکز خرید جام جم

## تقاطع‌ها
این خیابان در مسیر خود از مناطق شهرداری ۱، ۳، ۶ و ۱۱ عبور می‌کند. بجز میدان‌های تجریش و راه‌آهن در شمال و جنوب، این خیابان در مسیر خود از میدان‌های ونک، ولیعصر و منیریه می‌گذرد. همچنین بسیاری از بزرگراه‌ها و خیابان‌های اصلی کلانشهر تهران با خیابان ولیعصر مرتبط می‌شوند. در واقع این خیابان یک شاهراه ارتباطی در کلانشهر تهران به حساب می‌آید.
| از شمال به جنوب                | از شمال به جنوب                                        |
| ------------------------------ | ------------------------------------------------------ |
| میدان تجریش                    | خیابان شهرداری خیابان ملکی خیابان فناخسرو خیابان جعفری |
| BRT 7 ایستگاه کاظمی            |                                                        |
| BRT 7 ایستگاه باغ فردوس        |                                                        |
| سه راه زعفرانیه                | خیابان زعفرانیه                                        |
| BRT 7 ایستگاه پسیان            |                                                        |
| BRT 7 ایستگاه محمودیه          |                                                        |
| چهارراه پارک وی                | بزرگراه مدرس بزرگراه چمران                             |
| ایستگاه متروی پارک وی          |                                                        |
| BRT 7 ایستگاه پارک وی          |                                                        |
| BRT 7 ایستگاه امانیه           |                                                        |
| BRT 7 ایستگاه خبرنگاران        |                                                        |
|                                | خیابان جام‌جم                                           |
|                                | خیابان مهراد                                           |
| BRT 7 [ایستگاه پارک ملت        |                                                        |
| BRT 7 ایستگاه نیایش            |                                                        |
| چهارراه اسفندیار               | بزرگراه آیت‌الله هاشمی رفسنجانی خیابان اسفندیار         |
|                                | خیابان یاسمی                                           |
| BRT 7 ایستگاه ظفر              |                                                        |
|                                | بلوار ستاری                                            |
|                                | خیابان سرو                                             |
| BRT 7 ایستگاه میرداماد         |                                                        |
|                                | بلوار میرداماد خیابان نجفی                             |
|                                | خیابان عطار نیشابوری                                   |
| BRT 7 ایستگاه میدان ونک        |                                                        |
| میدان ونک                      | بزرگراه حقانی خیابان ملاصدرا خیابان ونک خیابان برزیل   |
| ایستگاه متروی میدان ونک        |                                                        |
| BRT 7 ایستگاه همت              |                                                        |
|                                | بزرگراه همت                                            |
| BRT 7 ایستگاه توانیر           |                                                        |
|                                | خیابان عباس پور                                        |
| BRT 7 ایستگاه سی و دوم         |                                                        |
| ایستگاه متروی بوستان ساعی      |                                                        |
| BRT 7 ایستگاه آبشار            |                                                        |
| BRT 7 ایستگاه پله اول/پله سوم  |                                                        |
| BRT 7 ایستگاه بهشتی            |                                                        |
| سه‌راه عباس‌آباد                 | خیابان شهید بهشتی                                      |
| چهارراه بهجت آباد              | خیابان شهید مطهری                                      |
| دوراهی یوسف آباد               | خیابان اسدآبادی                                        |
|                                | خیابان فاطمی                                           |
| ایستگاه متروی میدان جهاد       |                                                        |
| BRT 7 ایستگاه قدس              |                                                        |
| چهارراه زرتشت                  | خیابان زرتشت                                           |
| BRT 7 ایستگاه میدان ولیعصر     |                                                        |
| ایستگاه متروی میدان ولیعصر     |                                                        |
| میدان ولیعصر                   | بلوار کریم خان زند بلوار کشاورز                        |
| BRT 7 ایستگاه دمشق             |                                                        |
| BRT 7 ایستگاه طالقانی          |                                                        |
| چهارراه طالقانی                | خیابان طالقانی                                         |
|                                | خیابان بزرگمهر                                         |
| BRT 7 ایستگاه چهارراه ولیعصر   |                                                        |
| ایستگاه متروی تئاتر شهر        |                                                        |
| چهارراه ولیعصر                 | خیابان انقلاب                                          |
| چهارراه امیر اکرم              | خیابان نوفل لوشاتو خیابان لبافی نژاد                   |
| BRT 7 ایستگاه جمهوری           |                                                        |
| چهارراه جمهوری                 | خیابان جمهوری                                          |
| BRT 7 ایستگاه جامی             |                                                        |
|                                | خیابان جامی خیابان پاستور                              |
| BRT 7 ایستگاه امام خمینی       |                                                        |
| ایستگاه متروی دانشگاه امام علی |                                                        |
| چهارراه امام خمینی             | خیابان امام خمینی                                      |
|                                | خیابان خضابی                                           |
|                                | خیابان اسدی منش                                        |
| ایستگاه متروی میدان منیریه     |                                                        |
| BRT 7 ایستگاه میدان منیریه     |                                                        |
| میدان منیریه                   | خیابان ابوسعید خیابان معیری                            |
| BRT 7 ایستگاه فرهنگ            |                                                        |
|                                | خیابان مقبری                                           |
| BRT 7 ایستگاه امیر بهادر       |                                                        |
| چهارراه امیر بهادر             | خیابان قزوین خیابان بشیری                              |
| BRT 7 ایستگاه مدرس             |                                                        |
| چهارراه معزالسلطان             | خیابان مدرس                                            |
| BRT 7 ایستگاه مولوی            |                                                        |
| چهارراه گمرک                   | خیابان مولوی                                           |
| ایستگاه متروی مهدیه            |                                                        |
| BRT 7 ایستگاه مختاری           |                                                        |
|                                | خیابان مختاری                                          |
| BRT 7 ایستگاه میدان راه‌آهن     |                                                        |
| ایستگاه متروی راه‌آهن           |                                                        |
| میدان راه‌آهن                   | خیابان شوش خیابان کارگر جنوبی                          |
| از جنوب به شمال                |                                                        |

## نگارخانه

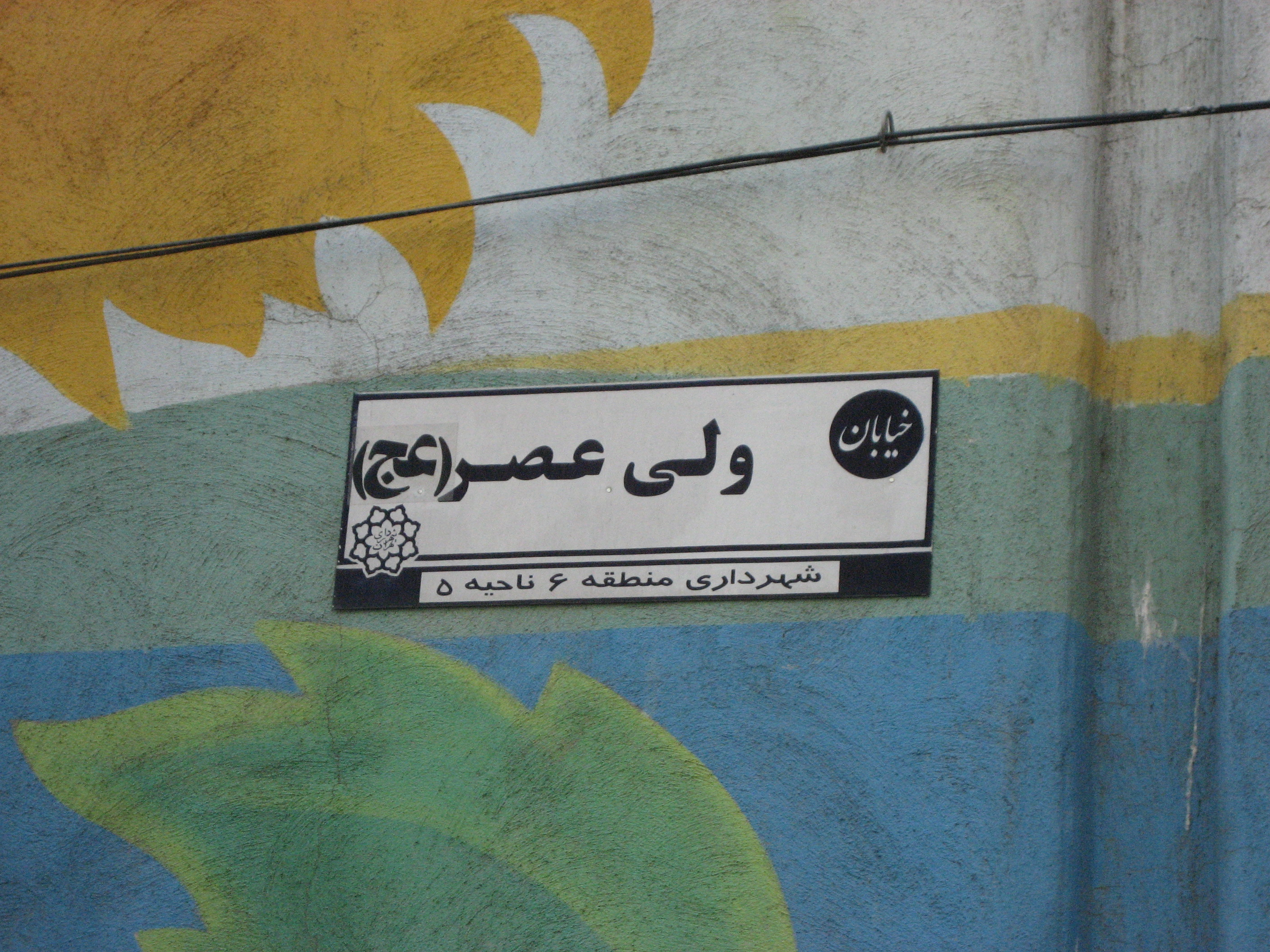
علامت خیابان
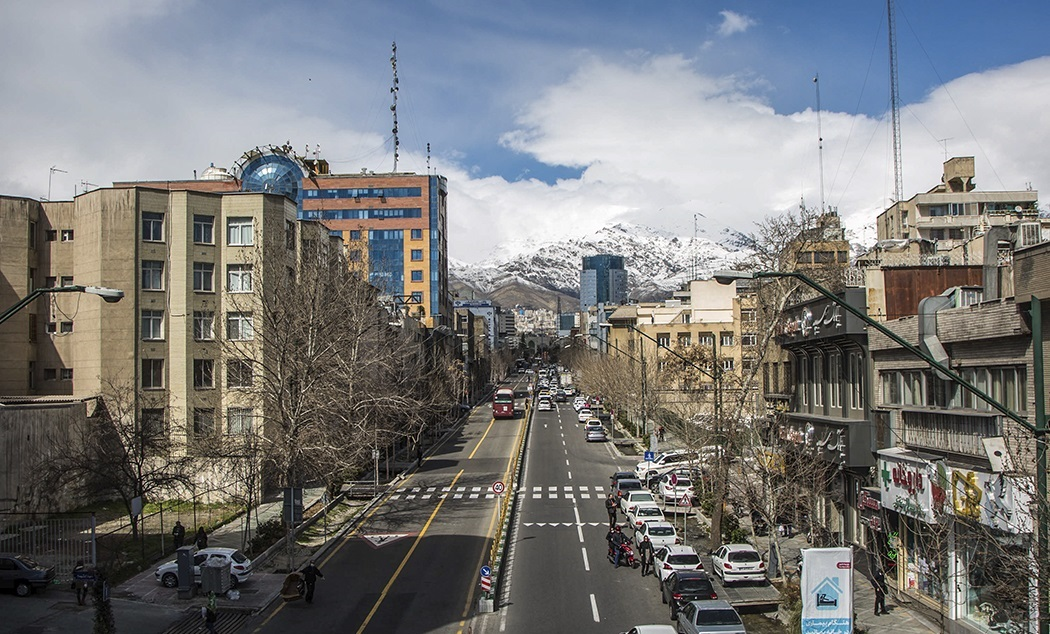
Street near Vanak
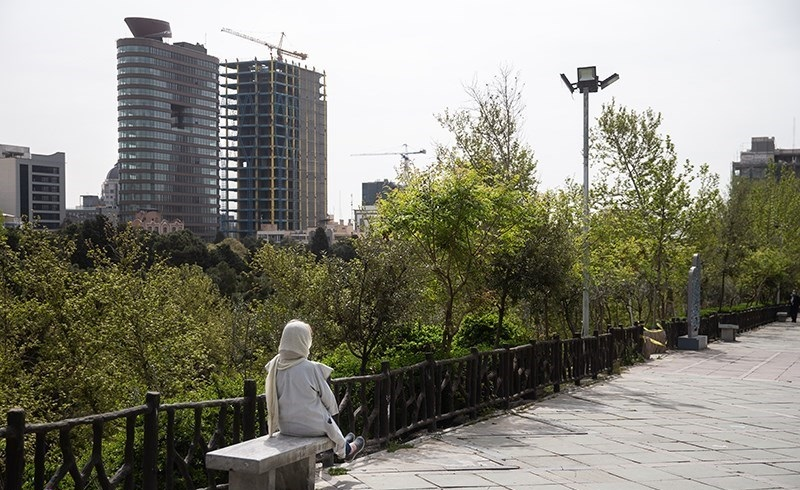
پارک سای
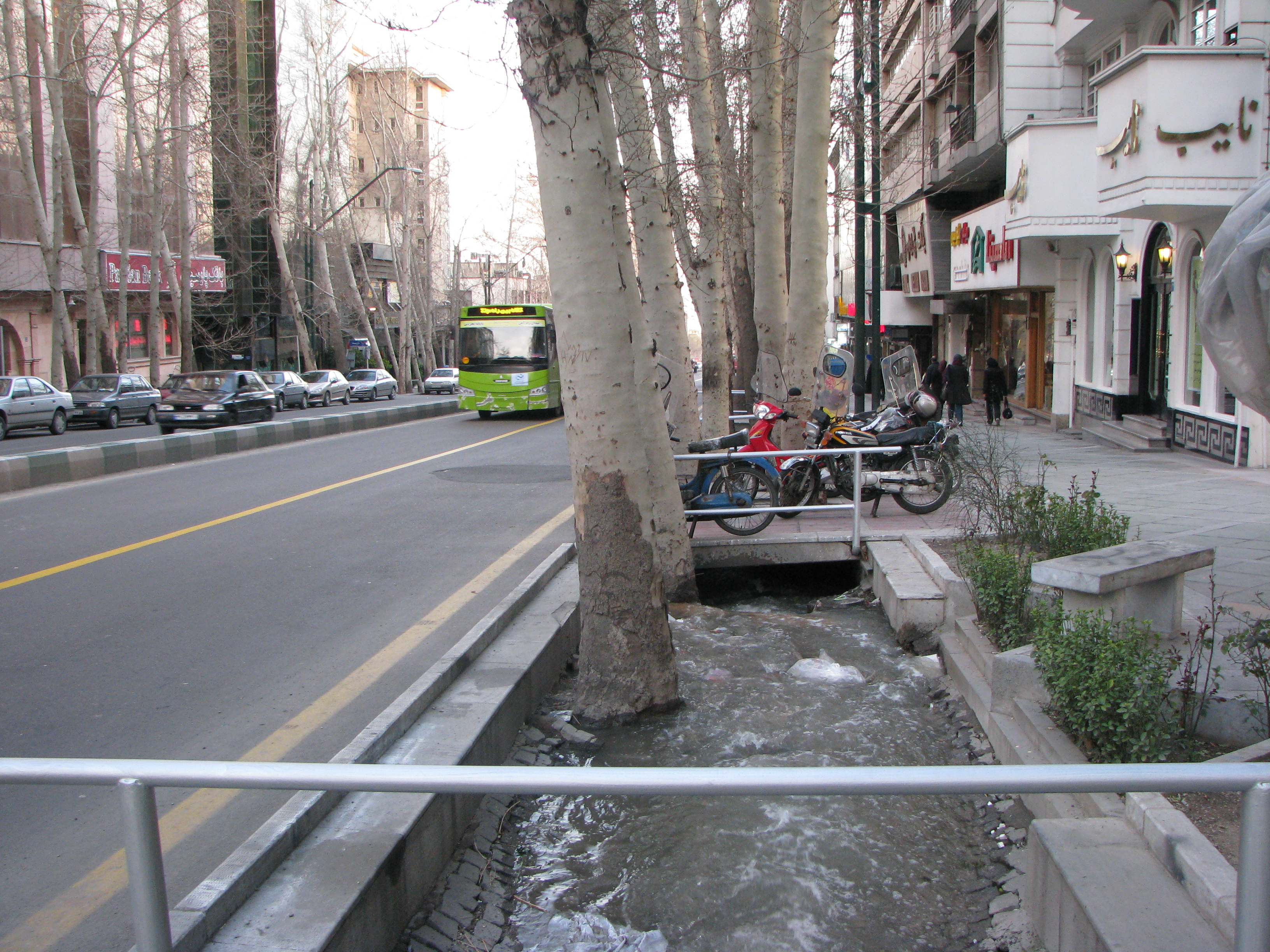
نزدیک پارک ساعی
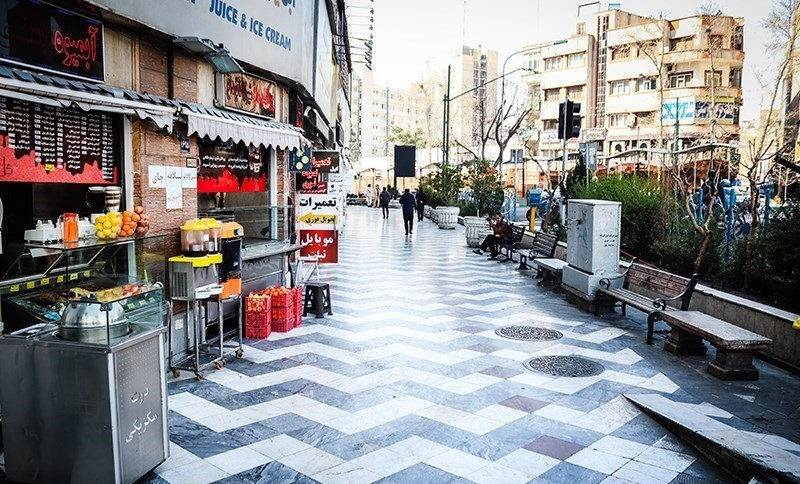
پیاده روی بعد از میدان ولیعصر
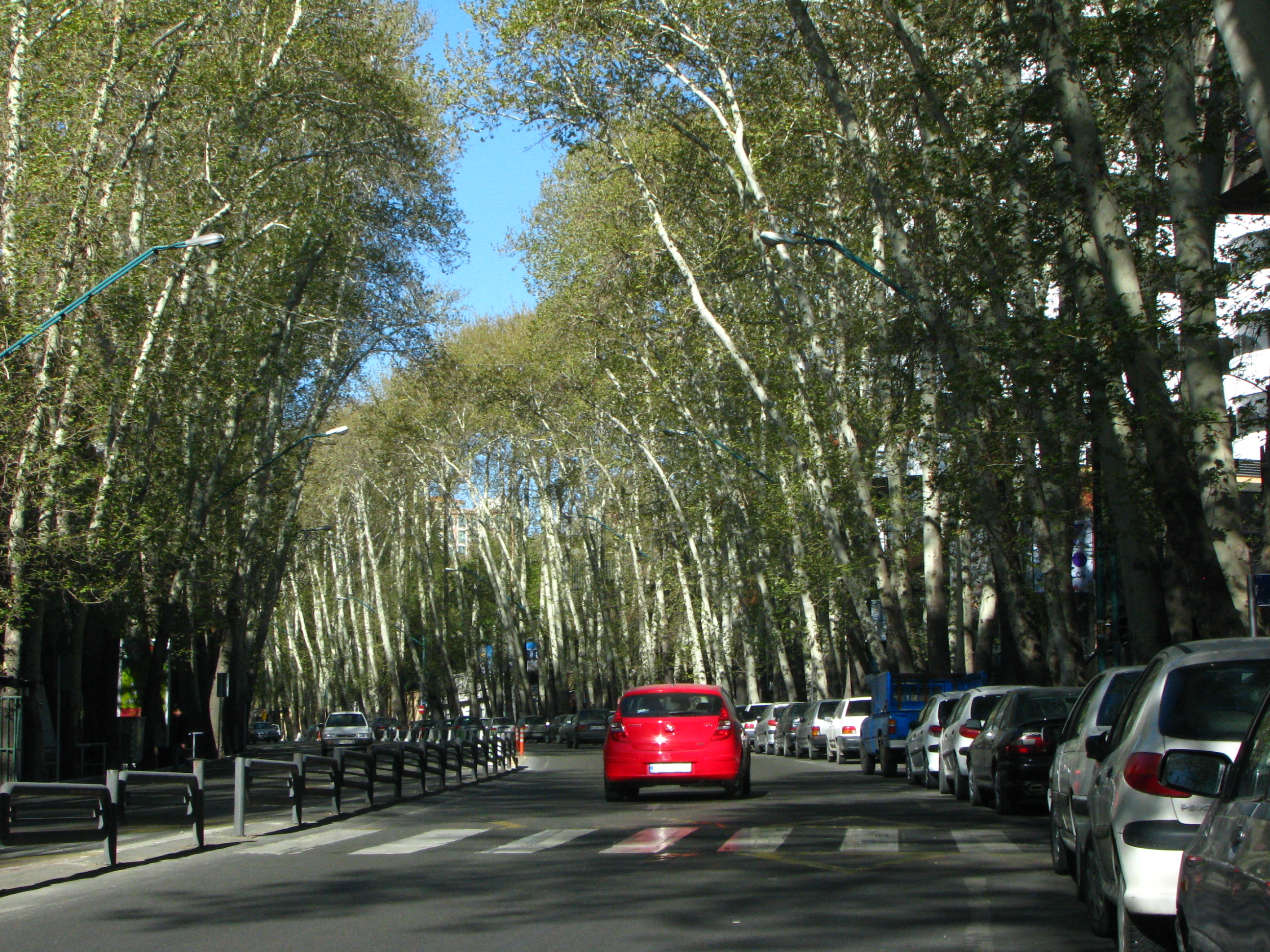
خیابان در بهار
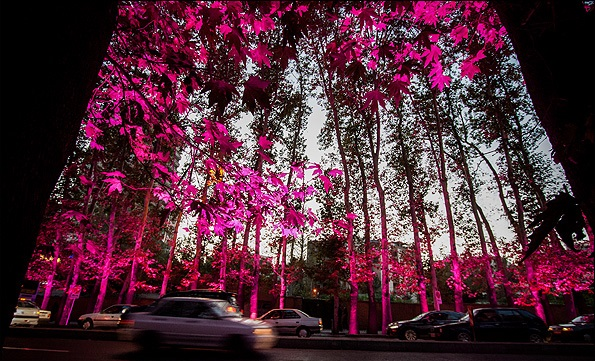
نورپردازی درختان خیابان
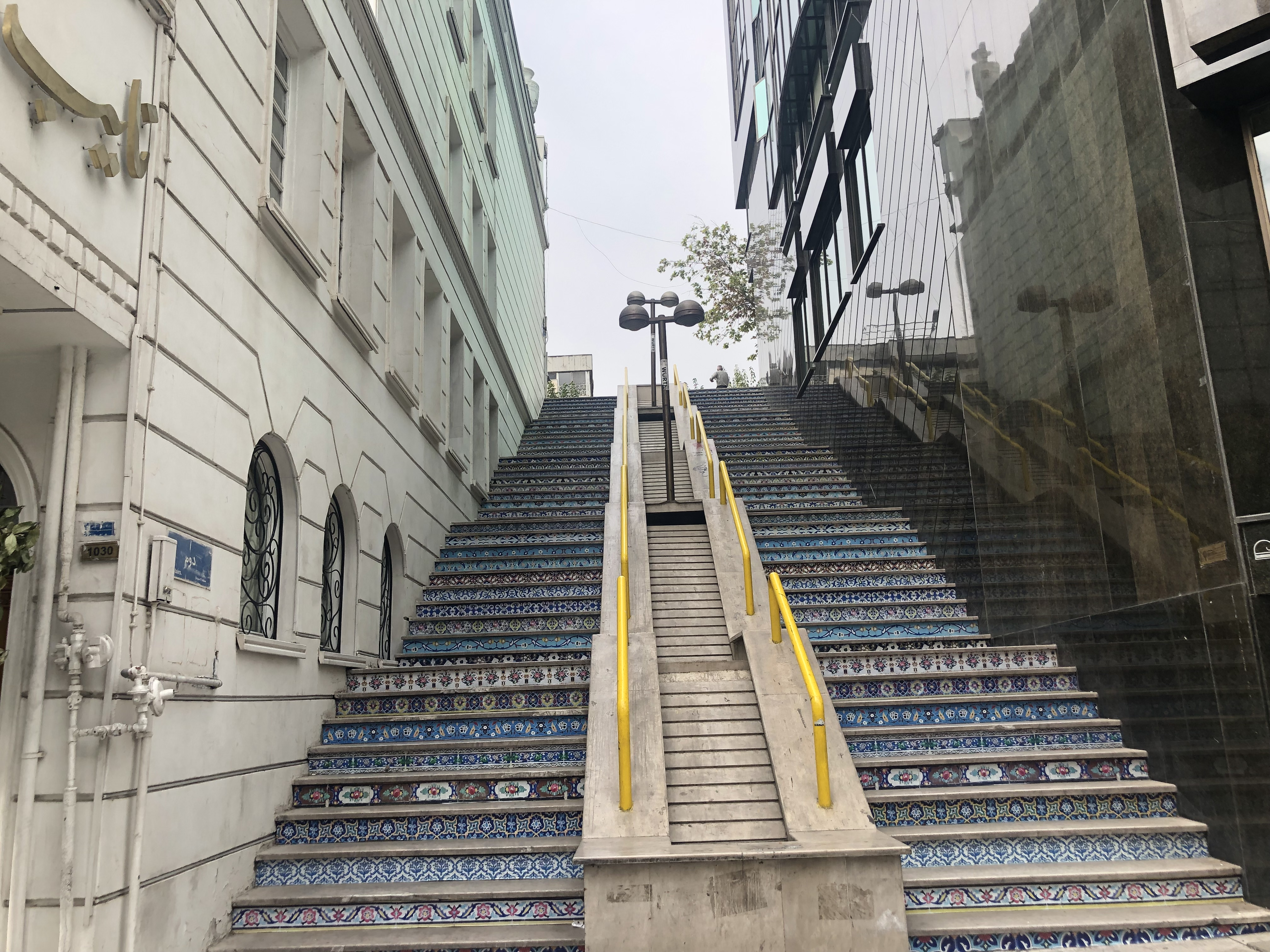
پلّهٔ دوم
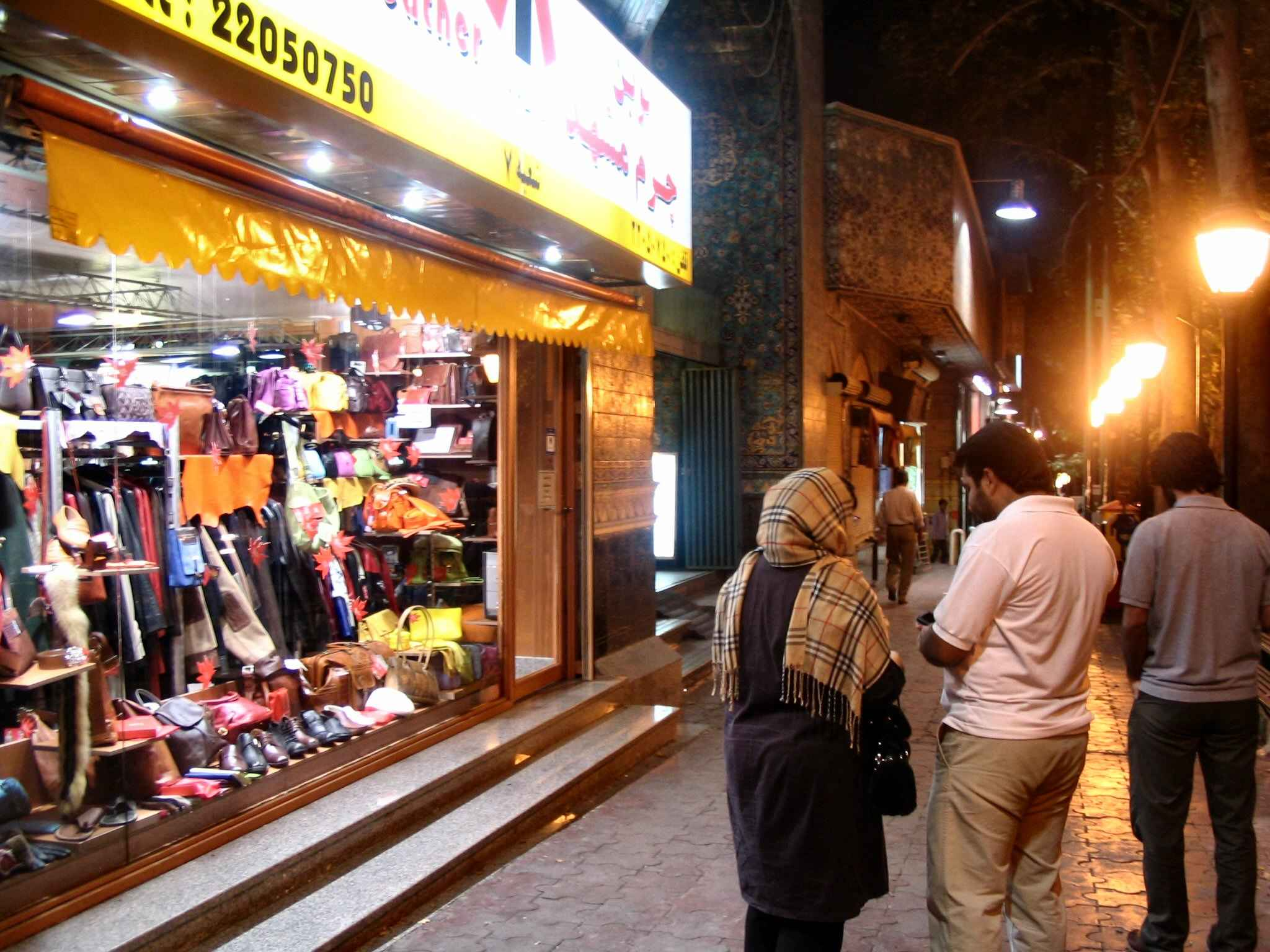
یک فروشگاه در خیابان
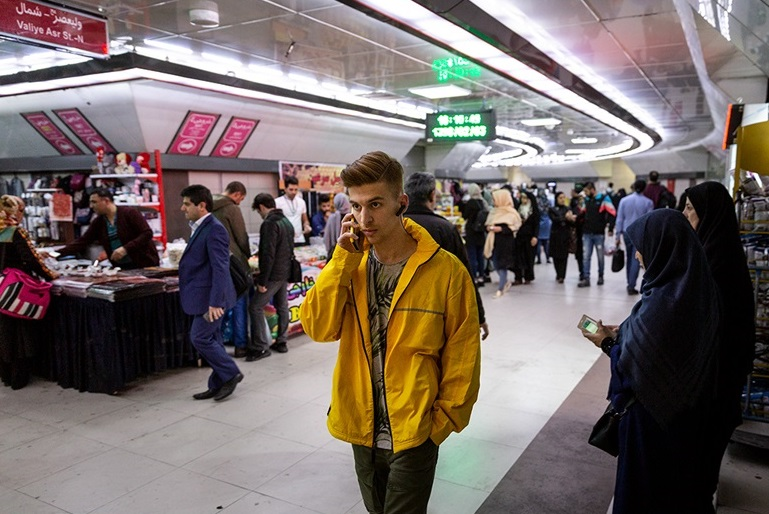
زیرگذر ولیعصر
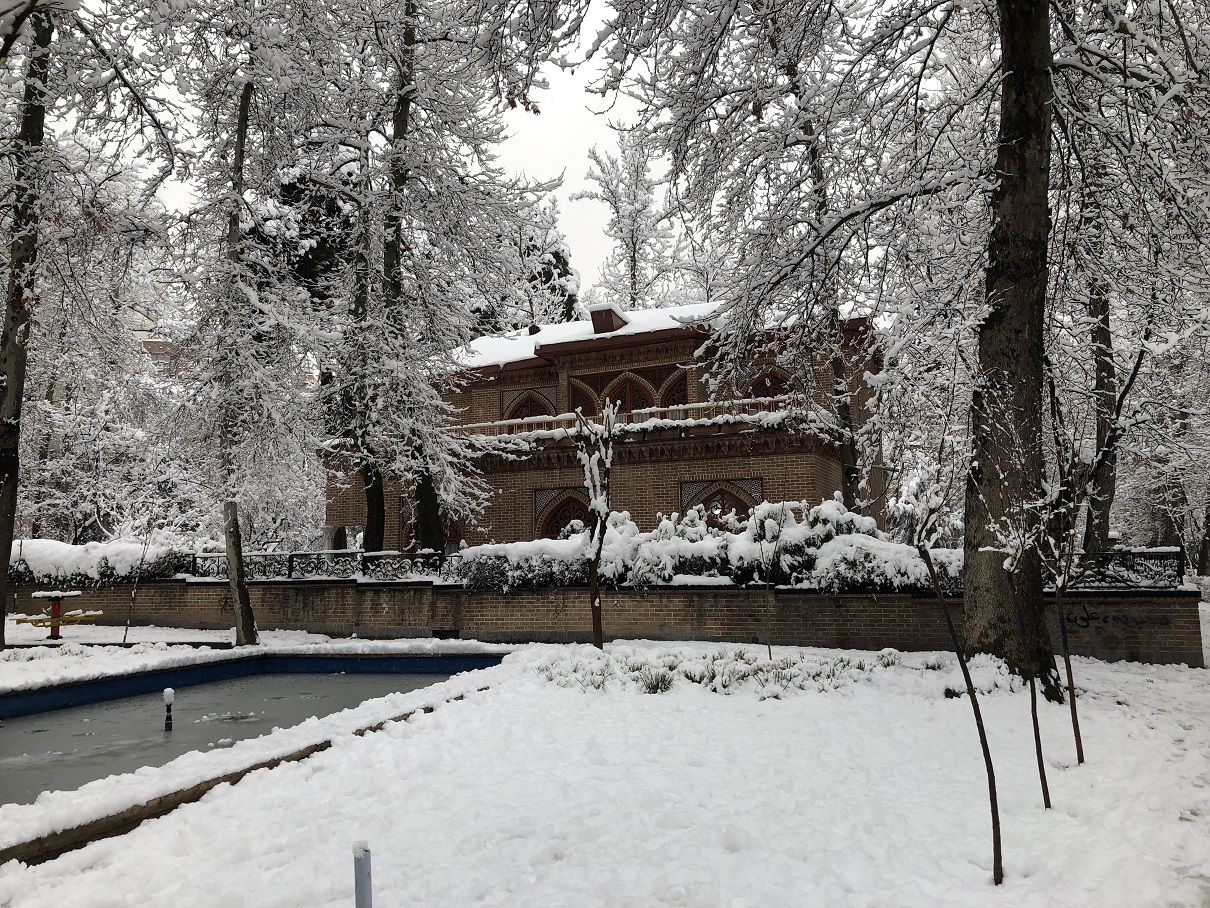
پارک قلمستان در یک روز برفی
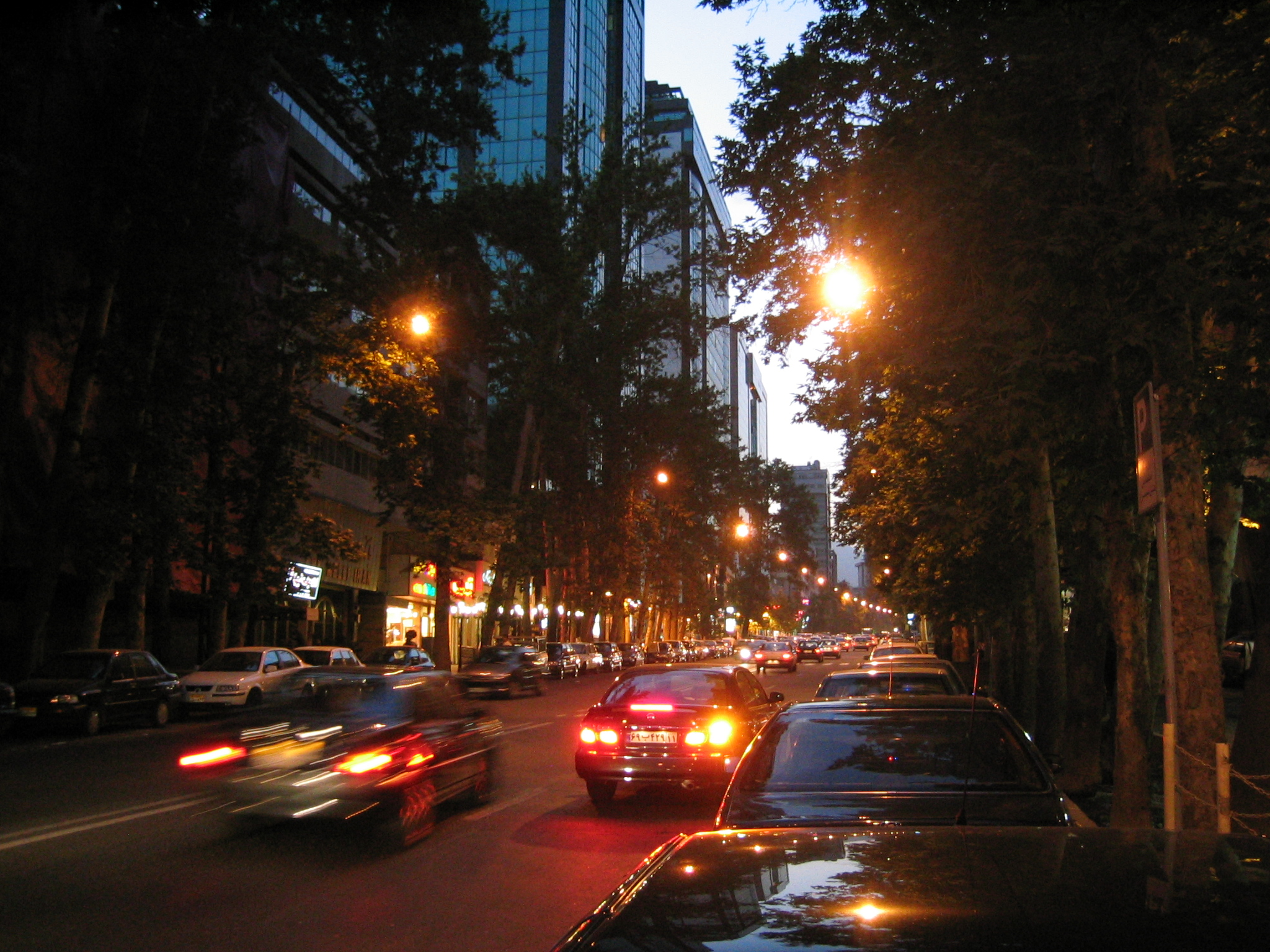
خیابان در عصر
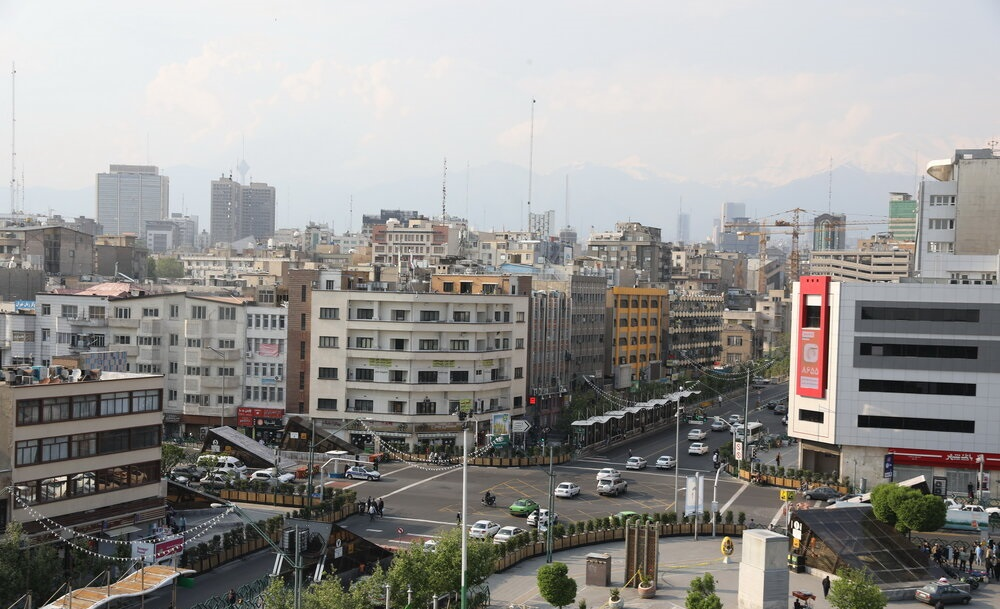
خیابان ولیعصر از تماشاخانه شهر تهران